# レギュラン星人
レギュラン星人（レギュランせいじん）は、特撮テレビドラマ『ウルトラマンティガ』などの「ウルトラシリーズ」に登場する架空の宇宙人。別名は悪質宇宙人。

## 『ウルトラマンティガ』に登場するレギュラン星人
『ウルトラマンティガ』第7話「地球に降りてきた男」に登場。
ネメシス星雲第四惑星レギュラン星出身の宇宙人。作戦成功のためならば仲間でも裏切る冷血漢で、宇宙ステーション「デルタ」の破壊と地球侵略のために宇宙船で飛行中、その故障のためにデルタと激突しそうになり、妻子や同胞を見捨てて小型宇宙艇「スペース・バルケッタ」で脱出する（宇宙艇はデルタのヴァルキリー砲によって破壊される）。その後、降り立った地球では前述の凶行を隠して「宇宙船の破壊と、同乗していた妻と娘の復讐」を名目にヤナセ技官に地球防衛機密の入手を迫る。地球人の記憶から情報を引き出すだけでなく、自身のホログラムを作り出して相手を攻撃することも可能であり、アサミヤ技官を殺害して自身の宇宙船にヤナセや娘のレナを拉致し、レナに地獄の苦しみを味わわせようと企む。救援に駆けつけたGUTS隊員らによって阻まれ、自分の星に帰ろうとして失敗すると立腹して巨大化し、ウルトラマンティガに戦いを挑む。
主な戦力は両手から放つ怪光線、破壊光弾、捕獲光線。自身の周囲の重力を弱めることもでき、それによって空中浮遊や飛行を行う。ティガを空中戦で仕留めようとするが敵わず、ハンドスラッシュで光弾を相殺されて地上に叩き落とされ、負けそうになると降参したふりをしながら風車を凶器にした不意打ちを仕掛けてティガを圧倒するが、レナとヤナセが操縦するガッツウイング1号の攻撃で形勢を逆転される。最後はスカイタイプのランバルト光弾との打ち合いに負けて消滅し、宇宙船もガッツウイング1号のミサイルで破壊される。
- 声：桑原たけし
- スーツアクター：三宅敏夫、広沢俊（本編）[出典 3]
- デザインは丸山浩[12]。デザインモチーフはたまたま食べていた鮭弁のサケの赤身と皮で[出典 4]、丸山は子供のころからイメージしていたという[8]。
- スーツは本編撮影の後、特撮パート撮影時に鋭角的な形状へ改修され、腕を付け替えられた[8]。

## レギュラン星人ヅウォーカァ将軍
『ウルトラマンダイナ』第42話「うたかたの空夢」に登場。
初代と比べてやや短い頭頂部と、若干赤みがかった体色が特徴。スーパーGUTSのナカジマが設計した「スペシウム砲」のサンプルを火星基地に輸送する、アスカとマイを妨害する。「宇宙一の嫌われ者」を自称し、スーパーGUTSのモニターをジャックして隊員たちに語りかけるも相手にされなかったことに怒り、彗星を小惑星帯で爆破して巨大隕石を太陽系に降り注がせる「石ぶつけ作戦」を決行するが、TPCの開発したマウンテンガリバー5号とウルトラマンダイナによって阻止され、最後はレギュラン円盤ごとソルジェント光線で倒される。
風車のミニチュアを持った初代のソフビ人形を所持している。また、3人がかりで変身直前のアスカを袋叩きにしている。
マウンテンガリバー5号共々、アスカの夢だけに登場しており、作中に実在していたかは不明。
- 声：桑原たけし
- スーツアクター：冨田昌則[出典 7]
- 着ぐるみは新造形[18]。
- タイトルではレギュラン星人とクレジットされている。
- 第42話の監督・脚本を務めた川崎郷太はレギュラン星人を登場させた理由について、新しい宇宙人だとその説明をしなければならないという理由のほか、「一番変なことをやりそうだったから」という点を挙げている[22]。
- 撮影当時は『ガメラ3 邪神覚醒』や雨宮慶太作品などの撮影と重なっていたことから操演スタッフが人手不足となり、円盤や隕石は上から落とすという手法で撮影された[23]。

## 『ミラーファイト2012』に登場するレギュラン星人
『ミラーファイト2012』第1話「ウルトラマンランドの決斗」に登場。
ウルトラマンランドで展示していたマシンシャーロックを触ろうとしていたところをミラーマンに乱暴に止められ、アイアロンとタッグを組み、ミラーマンを倒そうとする。アイアロンがミラーマンの攻撃を受け止めていたのを見て自分も攻撃を受けるがやはり痛く、不意を突かれて逃げ出したミラーマンを追いかける。しかし、追いかけているうちにミラーマンがステージ外に出て身を隠し、見失ったところをアイアロンと共にステージ外に投げ出され、蹴られて倒される。

## その他の作品に登場するレギュラン星人
- 『ウルトラマンライブステージ2・宇宙恐竜最強進化！』では、クローンゼットンを使って地球侵略を企む宇宙人たちの一員として登場し、マグマ星人を補佐につけている。自身はゴメスやタイラントを操り、ウルトラ戦士を襲う。
- 漫画『ウルトラ忍法帖』では、悪の組織「朧党」の忍獣「零岌乱」として登場。
- 映画『大怪獣バトル ウルトラ銀河伝説 THE MOVIE』では、百体怪獣ベリュドラの左腕を構成する怪獣の1体として初代レギュラン星人の姿が確認できる。
- アニメ『SSSS.GRIDMAN』では、主要人物である新条アカネのSNSアイコンとしてヅウォーカァ将軍が描かれている[24][25]。これについて、監督の雨宮哲はアカネの好きなウルトラシリーズの作品が『ダイナ』第42話を担当した川崎郷太の関わった作品であることを示唆するため、作画をオーダーしたと語っている[26]。書籍『SSSS.GRIDMAN超全集』では、初代ではなくヅウォーカァ将軍を選んでいることがアカネの怪獣知識の深さを表現しているとの旨が記述されている[25]。
- 『ティガ』の中国語圏コミカライズ作品『鹹蛋超人』（香港では『超人TIGA』と表記、邱福龍、黄玉郎絵、1998年）[27]では、実写版とはかなり異なったデザインで登場する。
- 2022年8月2日に開催されたイベント「ウルトラヒーローズ EXPO 2022 サマーフェスティバル IN 池袋・サンシャインシティ」内のステージイベント「ウルトラマンダイナ25周年記念 スーパーGUTSスペシャルナイト」では、冒頭でつるの剛士がエンディングテーマ「君だけを守りたい」を熱唱した後にモルヴァイアと共に現れ、ダイナと交戦する[28]。